# Nintendogs + Cats
Nintendogs + Cats (ニンテンドッグス＋キャッツ Nintendoggusu + Kyattsu) er et kæledyrssimulator til Nintendo 3DS. Spillet er en opfølger til spillet Nintendogs til Nintendo DS men nu også med muligheden for at vælge katte, samt nye racer og funktioner. Spillet går ud på at man har en kattekilling eller hundevalp som man skal passe på, made, lege med og lignende. Spillet prøver at simulere hvordan ægte katte og hunde ville opføre sig. Mens hunden vil opsøge opmærksomhed, vil katten være mere reserveret.